# Wittmann István
Wittmann István (Budapest, 1909. augusztus 20. – Budapest, 1989. június 20.) orvos, gasztroenterológus, egyetemi tanár, az orvostudományok doktora (1972).

## Élete
Wittmann Béla (1874–1963) gyermekorvos és Lohr Márta fia. A budapesti Berzsenyi Dániel Főgimnáziumban érettségizett. Tanulmányait a Pázmány Péter Tudományegyetemen folytatta, ahol 1933-ban szerezte meg orvosi oklevelét. 1933 és 1945 között a Pesti Izraelita Hitközség Szabolcs Utcai Kórházában dolgozott. A második világháború alatt, 1944 júniusa és 1945 júniusa között hét hónapot Auschwitzban, öt hónapot pedig az ebensee-i koncentrációs táborban töltött. 1945 után különböző egészségügyi intézményekben vezette a rábízott osztályokat. 1948 és 1956 között katonaorvos volt, s 1951-től 1952-ig a Rákosi Mátyásról elnevezett koreai hadikórházban szolgált. 1956-ban a Bajcsy-Zsilinszky Kórház osztályvezető főorvosa lett, ahol endoszkópos centrumot alakított ki. 1960 és 1974 között a Vas utcai Balassa János Kórház, majd 1974 és 1977 között a Szent János Kórház osztályvezető főorvosaként a modern magyar gasztroenterológia megteremtője volt, s tevékenysége eredményeként meghonosodott hazánkban a videoendoszkópos technika. A gasztroenterológiát a belgyógyászat önálló szakágává tette, és elindítója volt a gasztroenterológus szakorvosi képzésnek. 1966–1970-ben a Magyar Gastorenterológiai Társaság titkára, 1970–1983-ban főtitkára volt. Tagja volt számos külföldi és hazai tudományos társaságnak és szerkesztőbizottságnak.

## Főbb művei
- A laparoskopia atlasza (I–II. kötet, Budapest, 1965)

## Díjai, elismerései
- Magyar Népköztársasági Érdemrend V. fokozata (1952)[5]
- Kiváló orvos (1958)
- Munka Érdemrend arany fokozata (1969)
- Hetényi Géza-emlékérem (1974)
- Pro optimo merito in gastroenterologia emlékérem (1982)[6]